# Sport Clube Santa Maria
El Sport Clube Santa Maria es un equipo de fútbol de Cabo Verde, de la localidad de Santa Maria en la isla de Sal. Juega en el campeonato regional de Sal.

## Historia
Fue fundado en el año 1937 y es el equipo más antiguo de la isla de Sal.

## Estadio
Aunque existe un campo en la ciudad de Santa Maria, el Sport Clube Santa Maria juega en el estadio Marcelo Leitão, el cual comparte con el resto de equipos de la isla, ya que en él se juegan todos los partidos del campeonato regional de Sal.

## Palmarés
- Campeonato regional de Sal: 5

1981-82, 1986-87, 1996-97, 1997-98 y 2008-09
- Supercopa de Sal

2009
- Torneo de Apertura de Sal

2016

## Jugadores

### Jugadores internacionales
- Caló
- Rodi Duarte
- Flaviano Nanque
- Devon

## Otras secciones y filiales
El club dispone de un equipo femenino de fútbol, de balonmano, de atletismo.